# Плониця (Любуське воєводство)
Плониця (пол. Płonica, нім. Plonitz) — село в Польщі, у гміні Дещно Ґожовського повіту Любуського воєводства.
Населення — 229 осіб (2011).
У 1975-1998 роках село належало до Гожовського воєводства.

## Демографія
Демографічна структура станом на 31 березня 2011 року:
|          | Загалом | Допрацездатний вік | Працездатний вік | Постпрацездатний вік |
| -------- | ------- | ------------------ | ---------------- | -------------------- |
| Чоловіки | 121     | 22                 | 91               | 8                    |
| Жінки    | 108     | 24                 | 66               | 18                   |
| Разом    | 229     | 46                 | 157              | 26                   |